# مباينة (منطق)
المباينة عند المنطقيين كون المفهومين بحيث لا يصدق أحدهما على كل ما صدق عليه الآخر، كالإنسان والحجر ويسمى تباينا كليا ومباينة كلية أيضا.
المباينة الجزئية، وتسمى بالتباين الجزئي أيضا، هي صدق كل واحد من المفهومين بدون الآخر في الجملة.
وقد تطلق المباينة على كون المفهومين غير متشاركين في ذاتي.